# Sept-Meules
Sept-Meules ist eine französische Gemeinde mit 173 Einwohnern (Stand: 1. Januar 2022) im Département Seine-Maritime in der Region Normandie. Sie gehört zum Arrondissement Dieppe, zum Kanton Eu und ist Teil des Kommunalverbands Falaises du Talou.

## Geographie
Sept-Meules ist kleines ein Wald- und Bauerndorf im Tal der Yères im Naturraum Pays de Caux. Es liegt 26 Kilometer östlich von Rouen.

### Nachbargemeinden
| Saint-Martin-le-Gaillard | Baromesnil Le Mesnil-Réaume | Melleville      |
| Cuverville-sur-Yères     | Kompass                     | Villy-sur-Yères |
|                          | Avesnes-en-Val              | Fresnoy-Folny   |

## Geschichte
Der Circuit de Dieppe, eine Rennstrecke, wurde vom Automobile Club de France betrieben. Die Strecke führte durch Sept-Meules. Bei der zweiten von drei Austragungen am 7. Juli 1908 hatte der französische Rennfahrer Henri Cissac einen tödlichen Rennunfall in Sept-Meules, das Rennen wurde vom Deutschen Christian Friedrich Lautenschlager gewonnen.

## Bevölkerungsentwicklung
Die Bevölkerungsanzahl ist durch Volkszählungen seit 1793 bekannt. Die Einwohnerzahlen bis 2005 werden auf der Website der École des Hautes Études en Sciences Sociales veröffentlicht.
| Jahr | Bevölkerungsanzahl |
| ---- | ------------------ |
| 1962 | 193                |
| 1968 | 188                |
| 1975 | 148                |
| 1982 | 178                |
| 1990 | 173                |
| 1999 | 163                |
| 2006 | 166                |
| 2015 | 184                |

## Sehenswürdigkeiten
- Die Kirche Notre-Dame stammt aus dem elften Jahrhundert.
- Eine Motte stammt aus der Zeit des Feudalismus.

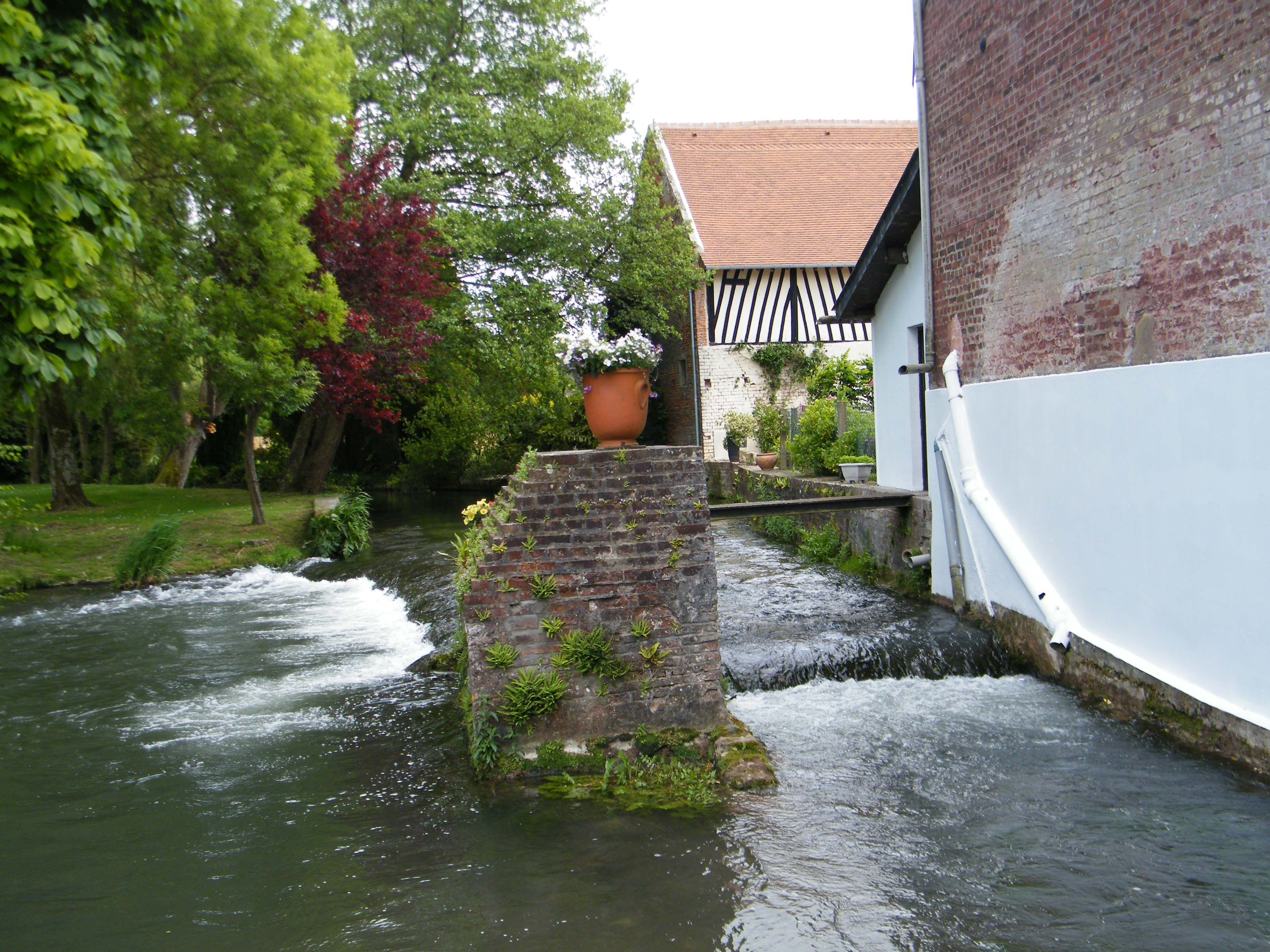
Wassermühle an der Yères
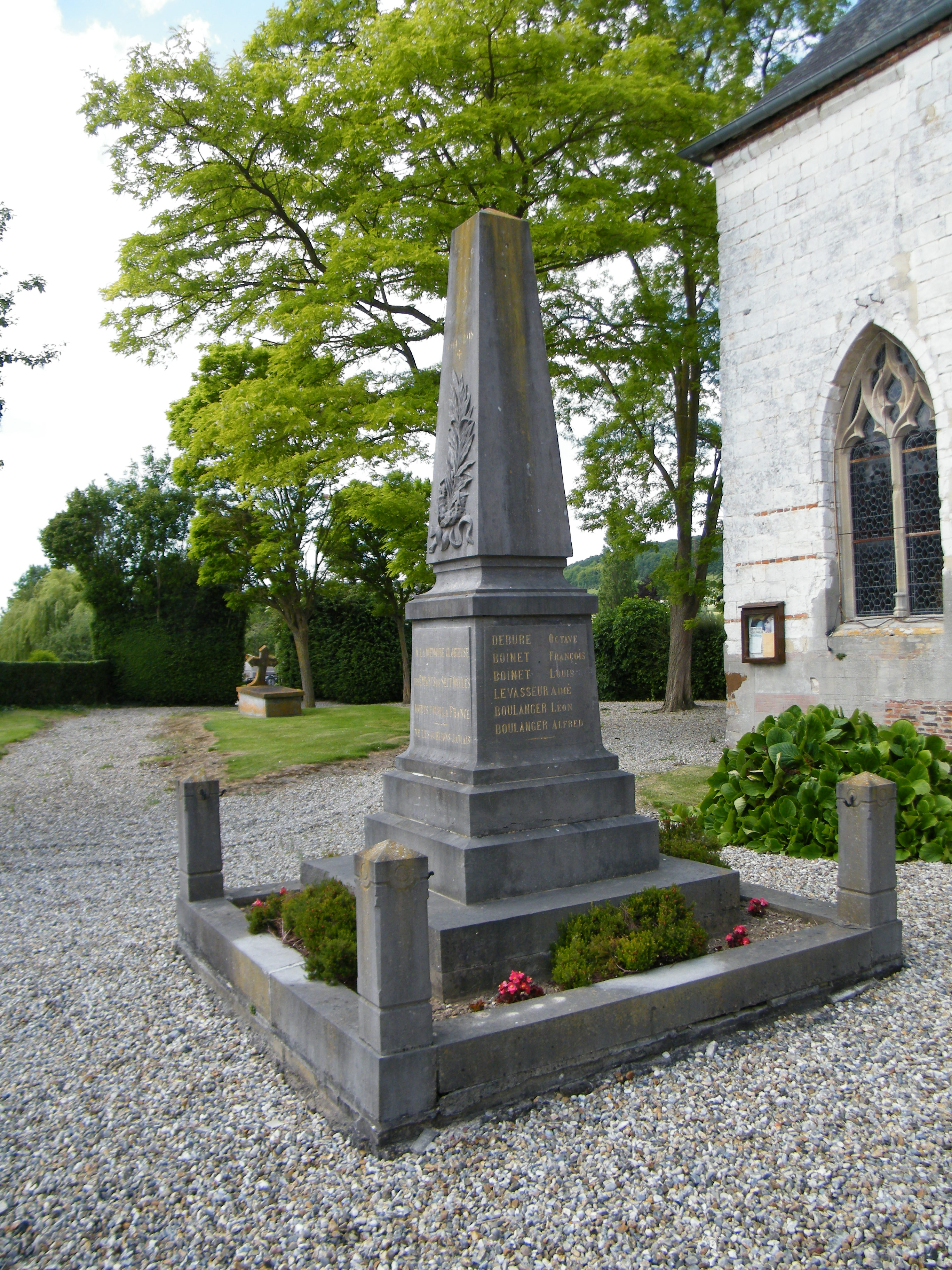
Kriegerdenkmal
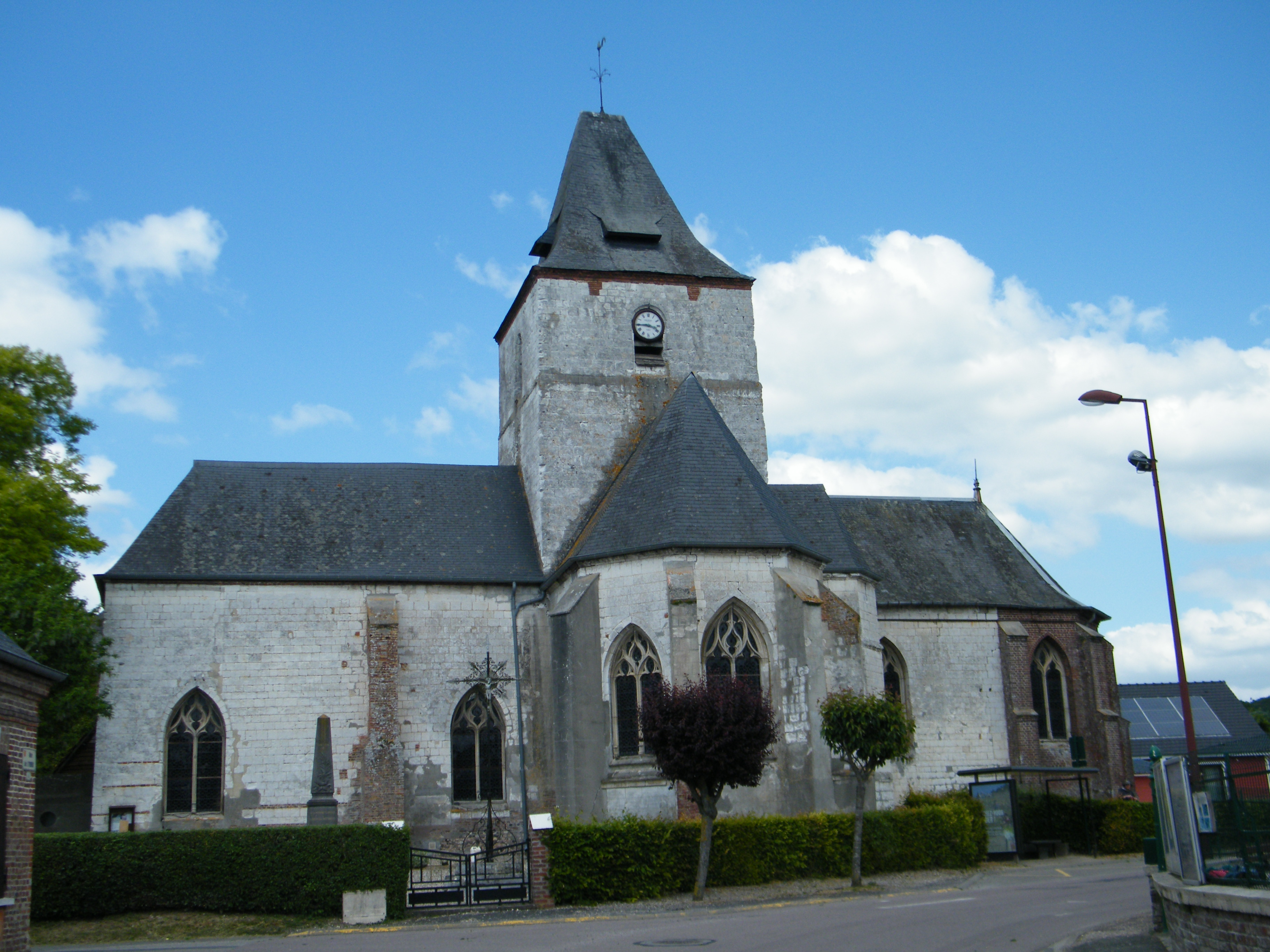
Kirche Notre-Dame